# Targa blu

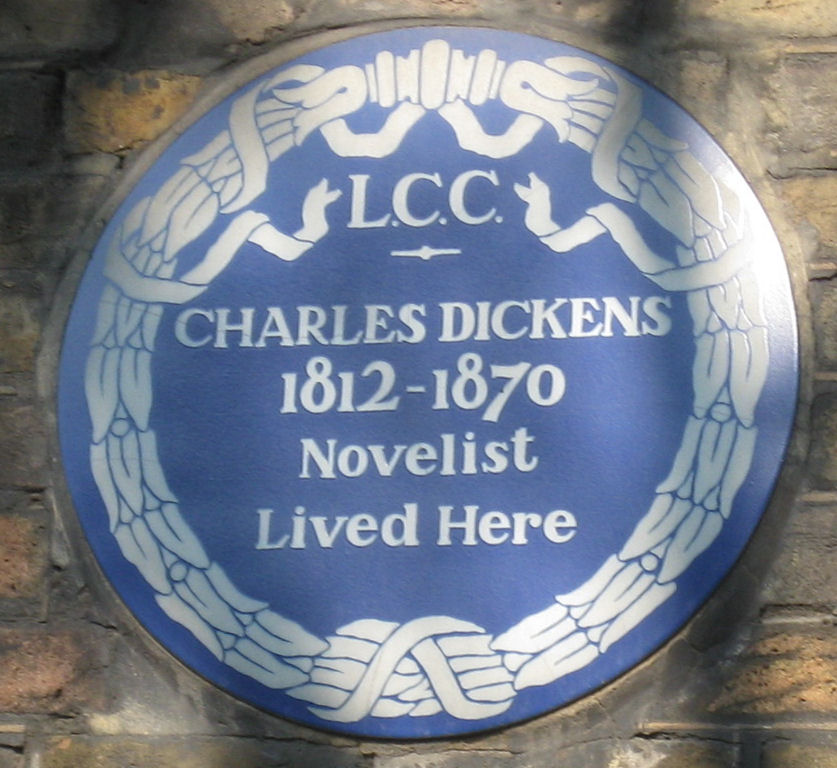
Targa blu sul nº 48 di Doughty Street, Londra; qui visse il celebre scrittore Charles Dickens, come ricorda la targa.

Una targa blu (in inglese blue plaque) è un segno permanente installato in un luogo pubblico per commemorare un legame tra quel posto ed una persona, o un evento celebri. Serve quindi come marcatore storico, originariamente utilizzato nei paesi anglosassoni e poi diffusosi altrove.
Le prime targhe blu del mondo sono state installate a Londra, in Inghilterra già nel XIX secolo per contrassegnare le case e luoghi di lavoro di personaggi famosi. Questo tipo di commemorazione di queste persone sopravvive ancora oggi ed è amministrato dalla English Heritage; la stessa iniziativa si è poi diffusa in altre città del Regno Unito e degli Stati Uniti.
Ora ci sono progetti di installare questo tipo di targhe commemorative in altri paesi e città del mondo, per esempio a Parigi, a Roma, ad Oslo, a Dublino, in Polonia, in Canada ed in Australia.